# 罗斯巴德战役
罗斯巴德战役（Battle of the Rosebud），是北美印第安战争的一場戰役。
1874年，美国研究小组在布拉克山上发现了金矿，但是布拉克山是苏族人的圣地，而且开采也会违反美国跟苏族签订的Fort　Laramie条约（条约明定白人不能在没有印第安人允许下擅入）。美国人无视条约并把发现金矿的信息传开，淘金客不断的进入南达科他州并准备开始开采。因为有人路过时遭苏族人的攻击，美国借此理由向苏族发动攻击。罗斯巴德战役只是印第安战争的一场热身。
1876年6月17日，喬治·庫魯克率领的军团向罗斯巴德发动攻击。在早上8点的时候，他们发现被苏族差不多包围了，本来要跟卡斯特率领的第7騎兵團一起攻击布拉克山的军团，被迫在第2騎兵團和第3騎兵團掩护下向别的方向撤退。此战双方的冲突不大，决战在小大角战役告终。